# فرانك دبليو. باركر
فرانك دبليو. باركر (بالإنجليزية: Frank W. Parker)‏ هو محامي وقاضي أمريكي، ولد في 16 أكتوبر 1860، وتوفي في 3 أغسطس 1932.